# Muftah Mohamed Ekeba
Muftah Mohamed Ekeba (Árabe:مفتاح محمد كعيبة ) fue el Secretario General del Congreso General Popular de Libia desde el 3 de marzo de 2008 al 5 de marzo de 2009 cuando le sustituyó Imbarek Shamekh. Sucedió a Zentani Muhammad az-Zentani en el cargo. De iure era el jefe de Estado aunque estaba supeditado a Muammar al-Gaddafi, líder de la Revolución. Anteriormente había sido Secretario de Justicia durante los ochenta.
Kaiba visitó junto con Gaddafi la escuela secundaria en Misurata y en la década de 1980 u. a. Ministro de Justicia y del 3 de marzo de 2008 al 5 de marzo de 2009 Secretario General del Congreso Popular como sucesor de Zantani Muhammad az-Zantani .